# Montebello Peak
Der Montebello Peak ist ein 518 m hoher und markanter Berg auf Südgeorgien im Südatlantik. Auf der Barff-Halbinsel ragt er südwestlich des Ocean Harbour und südöstlich des Black Peak auf.
Das UK Antarctic Place-Names Committee benannte ihn 2014 nach dem Schoner Montebello, der 1916 im Ocean Harbour havarierte.